# رالی فنلاند ۲۰۲۴
رالی فنلاند ۲۰۲۴ (همچنین با عنوان رالی سکتو فنلاند ۲۰۲۴ نیز شناخته می‌شود) یک رویداد اتومبیلرانی مسابقات رالی قهرمانی جهان بود که طی چهار روز از ۱ تا ۴ اوت ۲۰۲۴ برگزار شد. این مسابقه هفتاد و سومین رویداد رالی فنلاند بود. همچنین این مسابقه نهمین دور از مسابقات رالی قهرمانی جهان ۲۰۲۴ و کلاس‌های پشتیبان رالی۲ و ۳ نیز بود. این رویداد همچنین چهارمین دور از مسابقات رالی قهرمانی جوانان جهان در سال ۲۰۲۴ بود. این رالی در یووسکوله در فنلاند مرکزی برگزار شد، این رویداد بیش از بیست مرحله ویژه (استیج) مسابقه داشت که مسافت ۳۰۵٫۶۹ کیلومتر (۱۸۹٫۹۵ مایل) را پوشش می‌داد.